# Vladímir Kush
Vladimir Kush (Moscú, 1965) es un pintor surrealista que define su arte como surrealismo metafórico.

## Biografía
Kush nació en Moscú. Comenzó a esculpir y a mostrar su capacidad artística a la edad de tres o cuatro años. Su padre, Oleg, animó a su hijo a desarrollarla. Comenzó a asistir a una escuela de bellas artes a la edad de siete años.Kush entró en el Instituto de Arte de Moscú a los dieciséis años. Su estilo está inspirado por grandes artistas como: Monet, Botticelli, Bosch, Van Gogh, Durero, Schinkel, Vermeer y Dalí.

### Juventud
Aburrido con el estilo de Paul Cézanne en el que se centraba su escuela de bellas artes, Kush comenzó a mezclar imágenes surrealistas pintando su primer cuadro de este estilo a los catorce años. Experimentó con diferentes estilos impresionistas después de ver un libro de Salvador Dalí de los años ’80, mas este estilo no prevaleció en su obra. Influido por su padre, científico de oficio, piensa que la pintura realista muestra la capacidad profesional del artista adentrando al espectador en un mundo fantástico, como haría un matemático. Éste, fascinado por lo que ve, acepta lo suficiente dichas imágenes imposibles como para ver metáforas en ellas y explorar sus diferentes significados. A los diecisiete años, entró en el Instituto de Arte de Moscú y, con dieciocho, se le ordenó pintar los murales y lonas de infantería mientras cumplía sus dos años de servicio militar obligatorio.

### Madurez
En 1987, comenzó a vender sus pinturas y exposiciones dentro de la Unión de Artistas. Por aquel tiempo le invitaron a pintar una serie de retratos para una nueva exposición y se quedó en los Estados Unidos.
En 1991 su sueño se hizo realidad. Por mucho tiempo había alquilado un pequeño garaje en Los Ángeles para pintar, mas no podía mostrar sus cuadros en ningún sitio. Con el dinero que ganó dibujando gente sobre el muelle de embarque en Santa Mónica compró un ticket para Hawái y durmió sobre la playa de Santa Mónica hasta que se fue a Hawái. Su arte fue observado primero en el continente asiático y después en América. En 2001 abrió su primera galería, en el Lahaina, Hawái. Actualmente tiene otra galería en la Playa Laguna de California.